# 高映明
高映明（？—？），男，原中华民国归绥市市长、中华人民共和国归绥市副市长。

## 生平
高映明早年毕业于北京大学，曾经参加过一二·九运动，并加入了中国共产党。1930年代末，高映明被中共中央从延安派到绥远跟随傅作义将军，曾任傅作义的秘书，后被任命为归绥市市长，任内中国人民解放军“和平解放”归绥市，高映明遂成为中华民国最后一任归绥市市长。此后高映明担任了新成立的归绥市人民政府第一届副市长。

## 家庭
- 子：高培萱，作家，曾在呼和浩特市委党办从事党史、地方志编辑工作8年